# Ein Tag ist schöner als der andere
Ein Tag ist schöner als der andere ist eine deutsche Literaturverfilmung von Kurt Hoffmann aus dem Jahr 1969.

## Handlung
Die Familie Bender lebt mit sieben Kindern in einem großen Haus bei Köln mit zahlreichen Pferden. Die jüngste Tochter Isabelle, genannt Pluto, ist gerade sieben Jahre alt, die älteste Clarissa 20. Alle leben noch zu Hause, wobei vor allem die Zwillinge Wolfi und Holli der Mutter den letzten Nerv rauben. Die Töchter Jackie, Evie und Pucki sind gerade in der Pubertät und machen ihre ersten Erfahrungen mit Jungen. Im Trubel unbemerkt macht vor allem Pucki eine schwere Zeit durch, zieht ihr Freund Rolf doch nach Heidelberg um. Mutter Bender wird eines Tages von ihrer Tante Claire an die See eingeladen. Sie entscheidet sich für die drei Wochen Urlaub und Vater Bender lädt ihre Bekannte Kirsten aus Dänemark ein, ihm in der Zeit mit den Kindern zu helfen. Die sieben Benders lehnen Kirsten zunächst ab, ist sie doch Lehrerin. Sie entpuppt sich jedoch als sympathisch und jung, zumal man in Dänemark sowieso offener ist als in Deutschland.
Kirsten erweist sich als gute Seele im Haus. Sie hilft Wolfi, sein Fahrrad wiederzukriegen, das ihm auf dem Jahrmarkt gestohlen wurde, und ordnet das Chaos, das bei einer Großfamilie entsteht. Als deutlich wird, dass die Familie finanzielle Probleme hat, will der Vater zwei Pferde verkaufen. Stattdessen beginnen alle Kinder, sich in ihrem Umfeld nützlich zu machen und Geld zu verdienen. Die musikalische Puckie, die kurz zuvor bereits auf dem Teenage Fair in Düsseldorf mit ihrer Band und dem selbstgeschriebenen Lied Ein Tag ist schöner als der andere aufgetreten war, bildet nun mit ihren Schwestern Evie und Jackie ein Trio und tritt auf einem Fest mit einem Lied auf. So erhalten sie mehr Geld, das sie an den Vater weitergeben. Während Jackie wenig später auf einem Reitausflug einen Freund kennenlernt, leidet Puckie unter der räumlichen Trennung von Rolf. Kirsten setzt bei ihrem Vater durch, dass Puckie Rolf in Heidelberg besuchen darf. Dort übernachtet Puckie bei ihrer Freundin Carla, die ihr vorschlägt, doch nach Heidelberg zu ziehen. Finanzielle Probleme ließen sich lösen, wenn sie bei ihr wohnen würde. Zurück in Köln ist Puckie begeistert, doch stellt sich ihr Vater strikt gegen einen Auszug Puckies vor ihrem 21. Geburtstag. Puckie reagiert verletzt und unnötig grob und erneut greift Kirsten vermittelnd ein. Der Kompromiss ist bald gefunden: Puckie wird ihr Studium in München aufnehmen.
Alle Kinder sind gerade gemeinsam am Wohnungsreinigen, als die Mutter von ihrem Urlaub zurückkehrt. Nach einiger Zeit ist der Alltag bei den Benders wieder eingekehrt. Kirsten lässt in einem Brief wissen, dass sie nächstes Jahr wiederkommen wird. Als die Kinder am Morgen wieder gemeinsam zur Schule aufgebrochen sind und Mutter Bender mit dem chaotischen Essenstisch zurückbleibt, ahnt sie, dass die kurzzeitige Veränderung im Haus Bender unter Kirstens Regie nicht von Dauer sein wird.

## Produktion
Ein Tag ist schöner als der andere beruht auf einem Buch der Familie von Eichborn. Die Eltern Hertha und Reinhard von Eichborn verfassten mit Regisseur Kurt Hoffmann das Drehbuch, während die sieben Kinder der Familie auch die Rollen der Kinder Bender übernahmen. Der Film wurde vom 28. August bis 7. Oktober 1969 im Bergischen Land, Köln, Düsseldorf und Heidelberg gedreht. Zu hören sind im Film die Spirits of Sound und Justina von Eichborn mit dem Titel Kein Tag ist schöner als der andere. Die Aufnahmen entstanden während der ersten Jugendmesse in Deutschland, der Teenage Fair 69 in Düsseldorf. Es spielt zudem das Eugen Cicero Trio.
Der Film erlebte am 19. Dezember 1969 seine Premiere. Die Filmbewertungsstelle zeichnete den Film mit dem Prädikat „wertvoll“ aus. Es war der letzte Kinofilm, in dem Vivi Bach eine Rolle übernahm. Eberhard Junkersdorf übernahm hier, wie bei den meisten späten Hoffmann-Inszenierungen, die Aufnahmeleitung.

## Kritik
„Mitten in der Apo-Zeit erhob hier noch einmal die Immenhof-Romantik ihr bemoostes Haupt“, schrieb Der Spiegel 1989 rückblickend über den Film. Der film-dienst kritisierte den Film, der voller „freundlich-gelackter Scheinwirklichkeit und Heile-Welt-Optimismus“ sei und „nur gut gemeinte Weltflucht-Unterhaltung bietet.“ Auch der Evangelische Film-Beobachter hält nicht viel von dem Streifen: „Familien-Film von Kurt Hoffmann, in der die ‚heile Welt‘ Triumphe feiert. Der Anspruch des Regisseurs, daß diese Schnulze unsere Welt widerspiegelt, ist verlogen und auch – in diesem Falle – nicht als Unterhaltung zu honorieren. Was an ‚schönen‘ Bildern (Abendsonne, Alt-Heidelberg-Getue) vorkommt, hat man kurz zuvor im Werbe-Vorspann schon besser gesehen.“